# マトリョーシカ人形

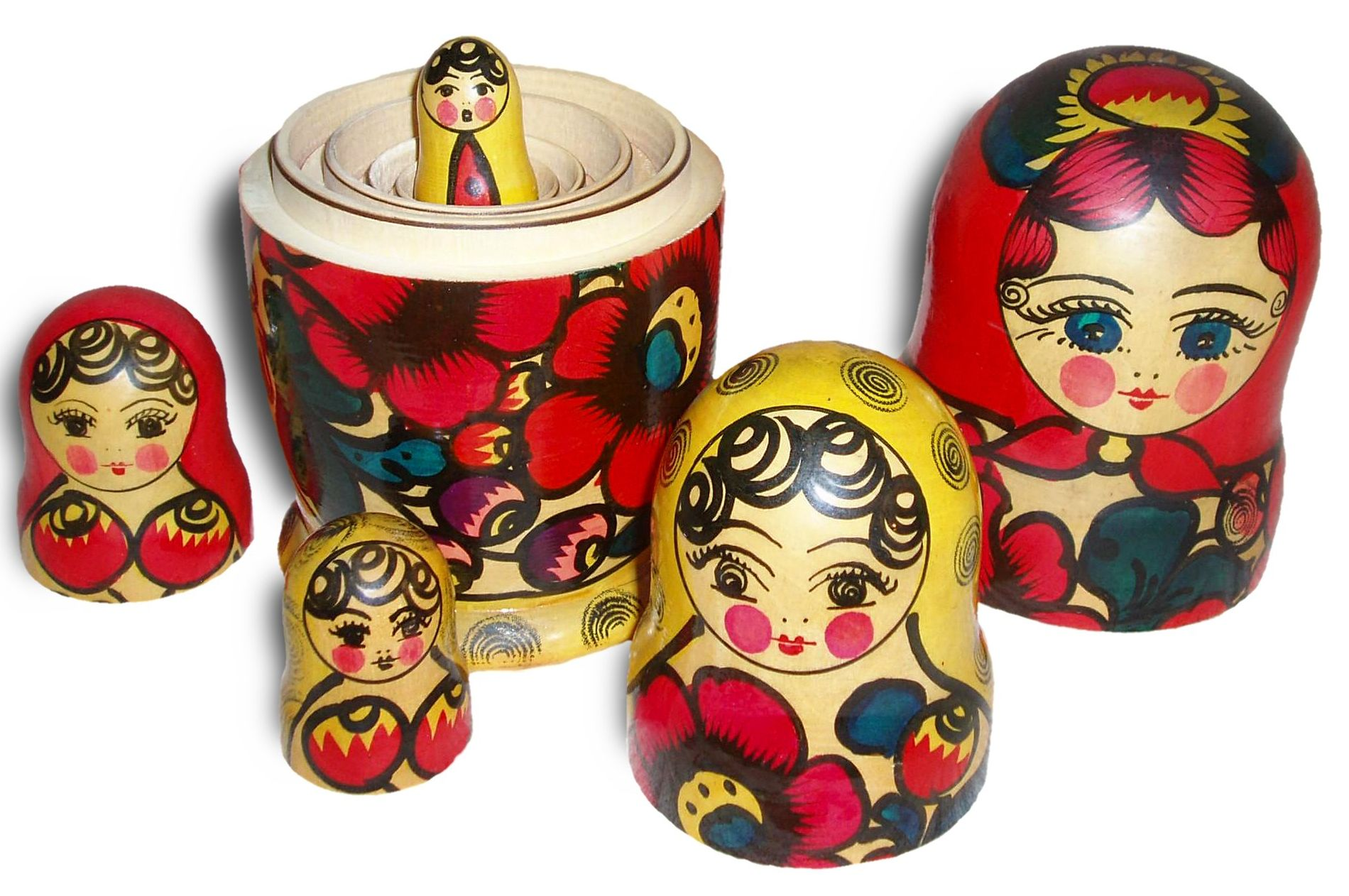
マトリョーシカ人形の典型

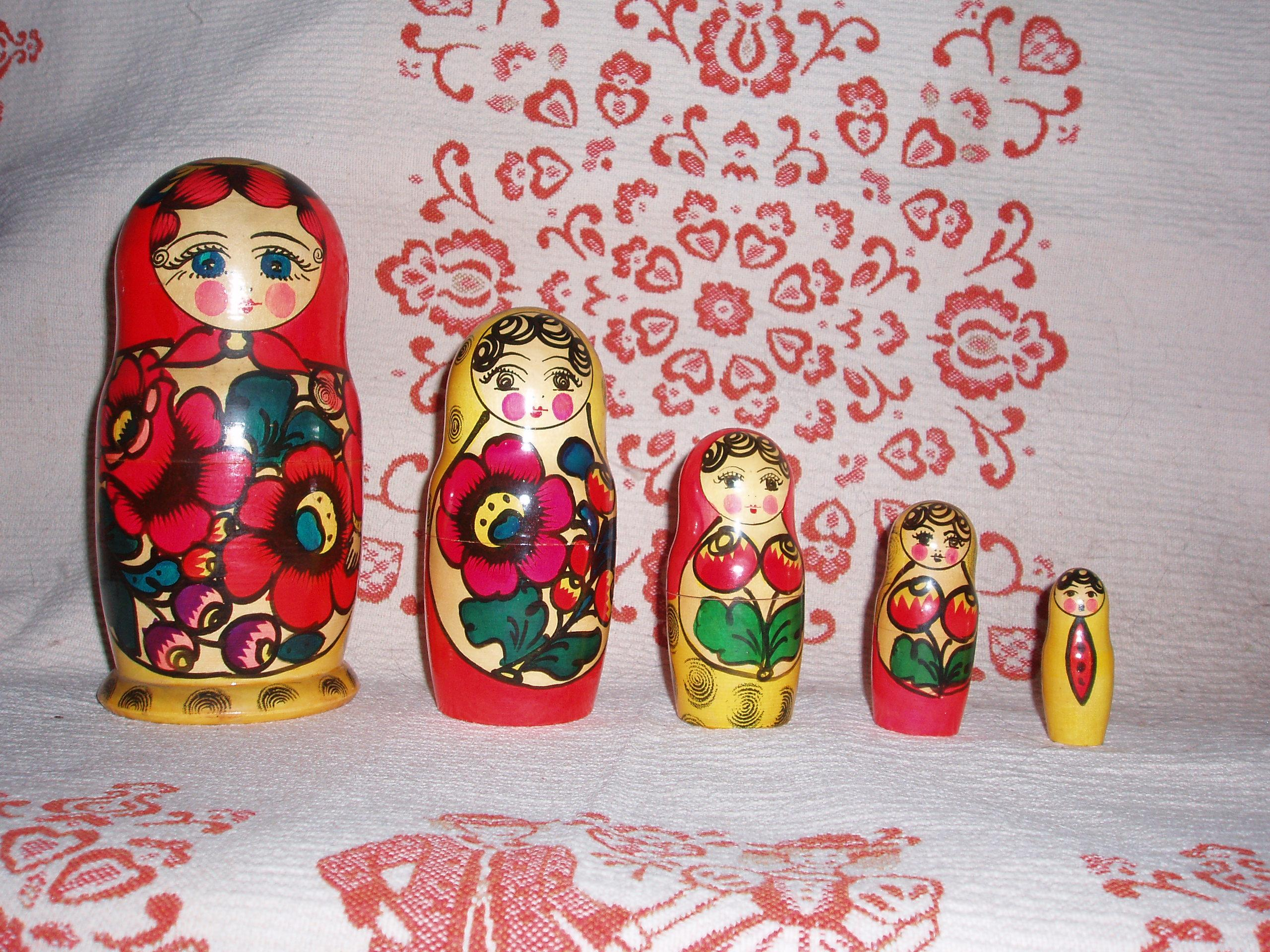
中身を並べる

マトリョーシカ人形（マトリョーシカにんぎょう、ロシア語: матрёшкаマトリョーシュカ）は、ロシアの民衆風木工品である入れ子構造の人形である。単に「マトリョーシカ」ともいう。

## 概要

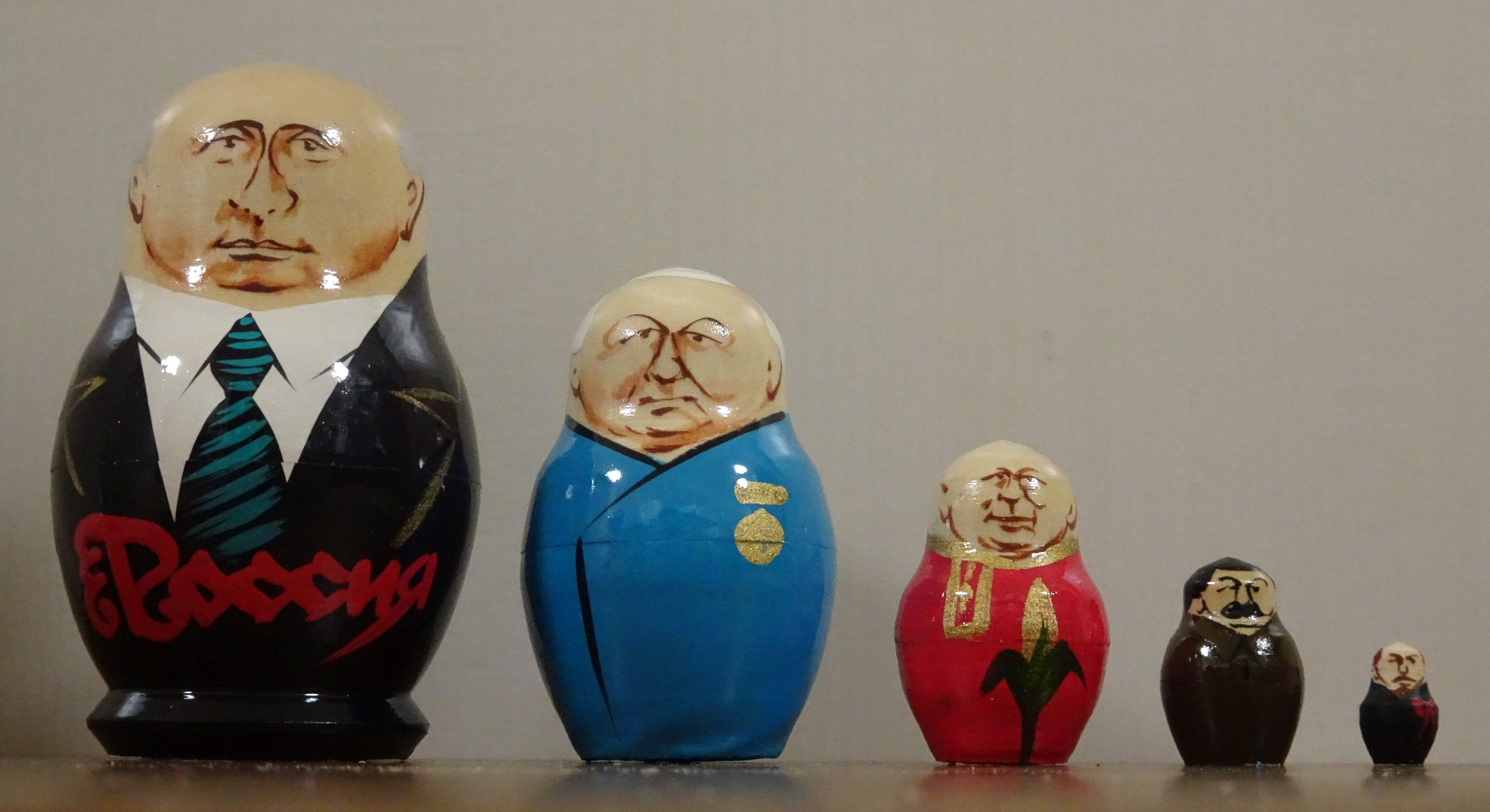
ロシアの最高指導者のマトリョーシカ。

胴体の部分で上下に分割でき、その中には一回り小さい人形が入っている。これが何回か繰り返され、人形の中からまた人形が出てくる入れ子構造になっている。入れ子にするため腕は無く、胴体とやや細い頭部からなる筒状の構造である。5 - 6重程度の多重式である場合が多い。
マトリョーシカという名称は、ロシアの女性名からきている。それぞれの人形には民族衣装のサラファンとエプロンをまとい、頭にプラトーク（スカーフやショールの意）を被った若い女性の姿が彩色されているのが本来であるが、レーニンをはじめロシア・ソ連の歴代指導者が描かれたものや、動物など人間以外のものが描かれたものなど、絵柄は各種に広まっている。日本にもマトリョーシカ人形と同じ作りで、だるまなどの入れ子人形がある。
上記の通り「マトリョーシカ」は女性名であり、入れ子という意味は無いが、その意味で多く使われている。

## ルーツ
1900年のパリ万国博覧会で銅メダルを受賞したのを機会に、ロシア帝国各地で色々なマトリョーシカ人形が作られるようになり、ロシアの民芸品、土産物として知られるようになった。
パリ万博以前の歴史はそう古くはないようだが、そのルーツとなるものはいくつかの説が挙げられている。

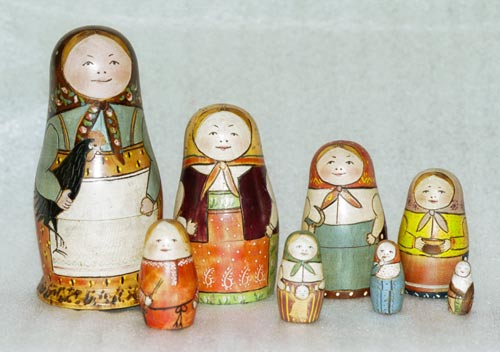
ヴァシーリー・ズビョズドチキンによって削り出され、セルゲイ・マリューチンによって彩色された初期のマトリョーシカ。セルギエフ・ポサード玩具博物館収蔵（1892年製）

1. ヴァシーリー・ズビョズドチキン（英語版）によって削り出され、セルゲイ・マリューチン（英語版）によって彩色された初期のマトリョーシカ。セルギエフ・ポサード玩具博物館収蔵（1892年製）1891年に、モスクワ郊外に住むS. I. マーモントフ夫人と画家セルゲイ・マリューチン（英語版）とザゴルスクのろくろ師ヴァシーリー・ズビョズドチキン（英語版）によって、マトリョーナという実在する女性をモデルにモスクワの工房「子供の教育」で制作されたという説[2]。ロシアの日常生活をモチーフにしたセルギエフ・ポサード産のマトリョーシカは、最初期のマトリョーシカと言われる[2]。
2. 19世紀末、神奈川県箱根町にあったロシア正教会の避暑館にやってきたロシア人修道士が、本国への土産に持ち帰った箱根細工の七福神の入れ子人形がマトリョーシカの元になったという説[3][4]。箱根細工の七福神人形

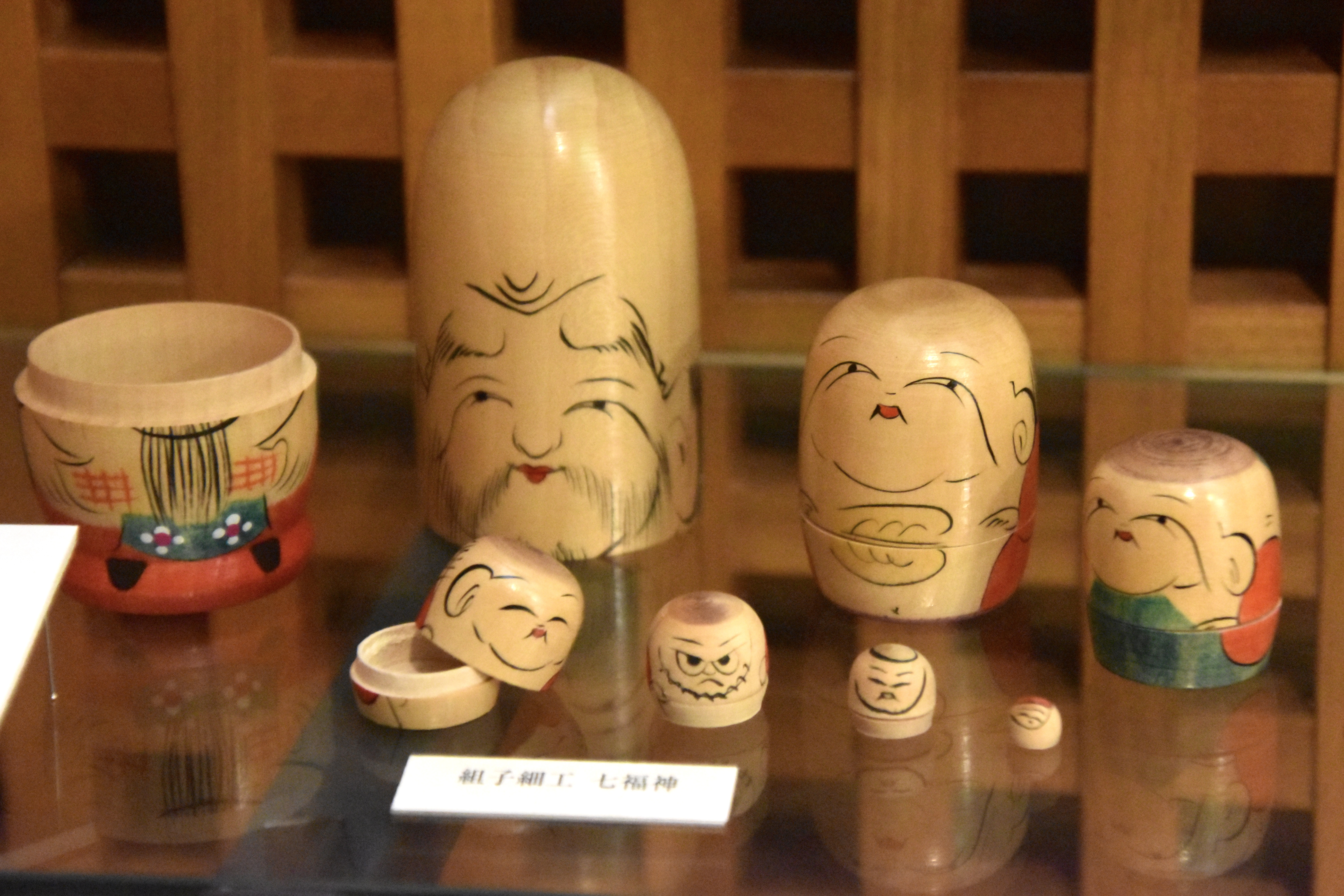
箱根細工の七福神人形

3. 20世紀初頭、愛媛県・松山捕虜収容所で日露戦争で捕虜となったロシア兵が、愛媛の郷土玩具の一つ姫だるまをまねて作ったという説。[要出典]

しかし、日露戦争は1904年から1905年の出来事であるため、3の説は1900年にパリ万博でマトリョーシカ人形が銅メダルを獲得している事実と明らかに矛盾する。日本ユーラシア協会では、1・2の説を採用している。
他には、
1. モスクワに近いセルギエフ・ポサード（旧・ザゴルスク）にある美術教育玩具博物館には、マトリョーシカの第一号と、箱根細工の七福神入れ子人形が展示されており[5]、髙山伸之は自著において、日本から教わったという旨の縁起を記したキャプションがあると述べている[6]。
2. ロシアで国営工場があったニジニ・ノヴゴロド州（ニジェゴロド州）では伝統工芸が盛んな州都ニジニ・ノヴゴロドにあるセミョーノフをマトリョーシカの発祥地としており、ニジニ・ノヴゴロド州観光サイトや同州と交流のある宮城県が記している[7]。

といった由来説もある。

## 中国のマトリョーシカ

### 世界最大

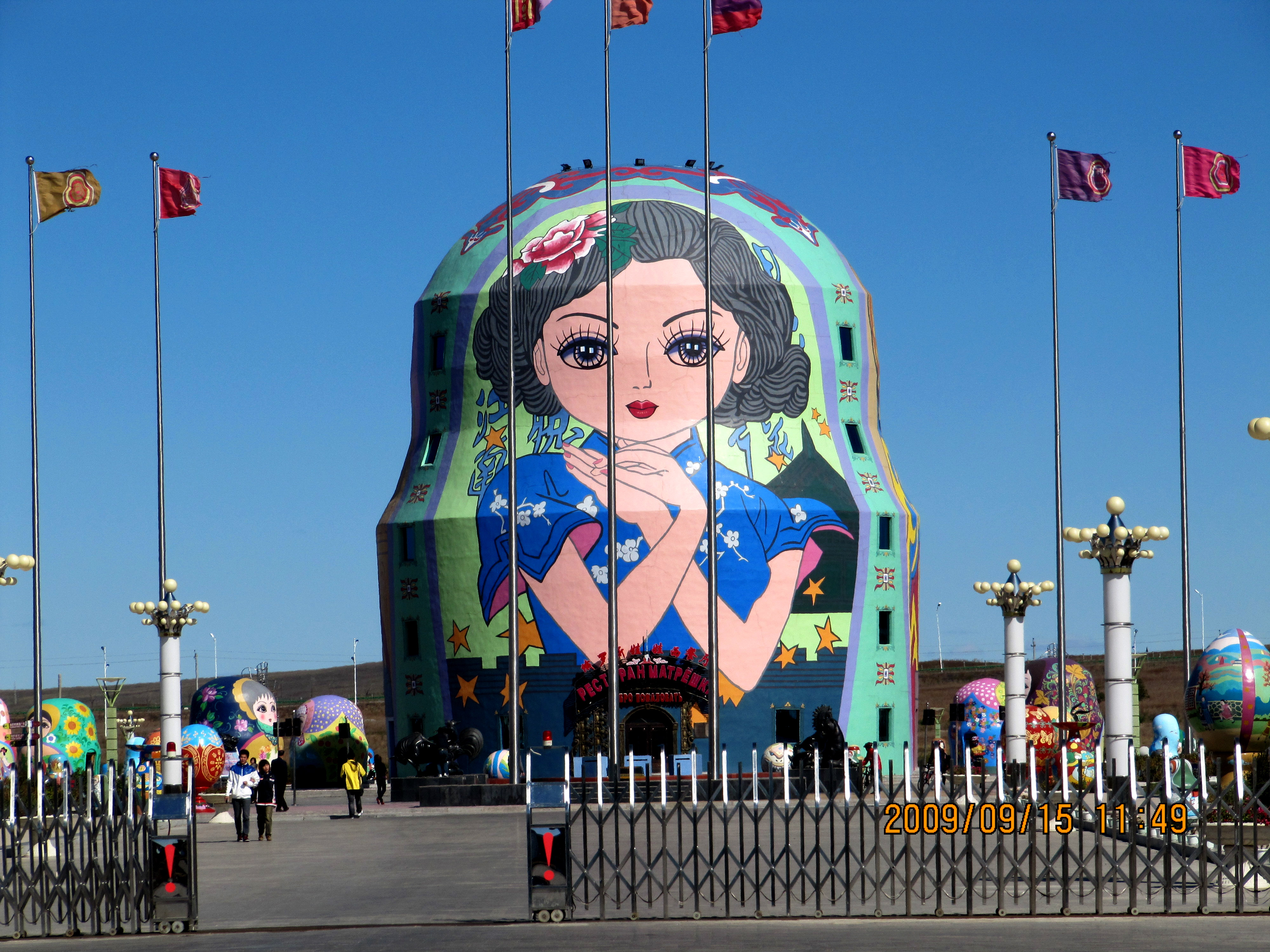
中国満洲里市の「世界最大のマトリョーシカ」

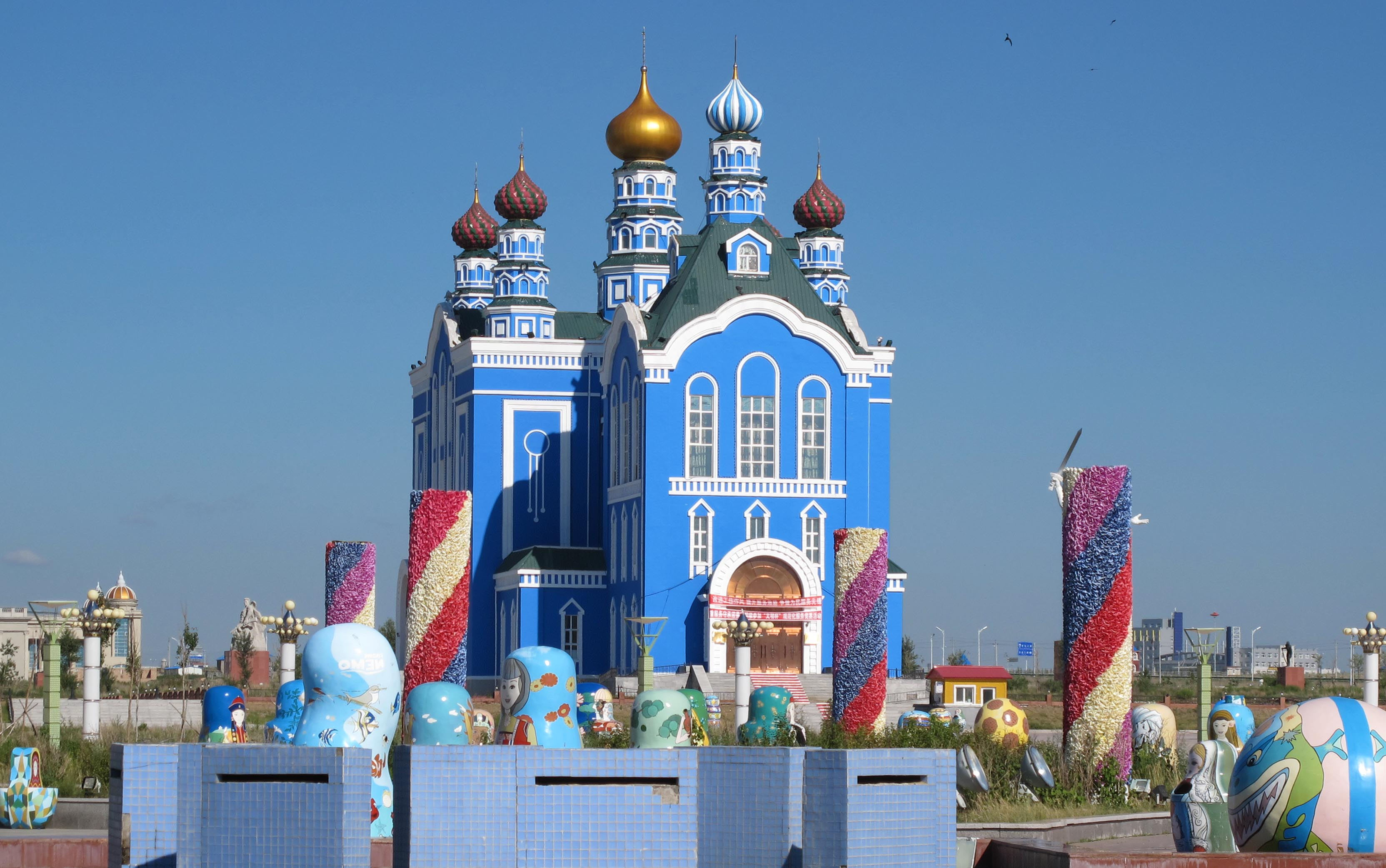
マトリョーシカ・ホテルに隣接したマトリョーシカ広場

ギネス世界記録で記されている「世界最大のマトリョーシカ」は、ロシアやモンゴルとの国境に近い内モンゴル自治区満洲里市に位置するマトリョーシカ・ホテルである。2017年に開業した同ホテルの内部は吹き抜け構造になっており、外装に沿って部屋が配置されている。内装は徹底的にマトリョーシカをテーマにした装飾で飾られており、近隣地には中型マトリョーシカ群が建築されている。

### 中国マトリョーシカの里
黒竜江省ハルビン市の南東に位置する尚志市一面坡鎮では、19世紀末から20世紀初頭に多くのロシア人が移住してきたことから、マトリョーシカ人形の生産が盛んで、「中国マトリョーシカの里」として知られている。